# Hockey Bassano 2023-2024
Questa voce raccoglie le informazioni riguardanti l'Hockey Bassano nelle competizioni ufficiali della stagione 2023-2024.

## Maglie e sponsor
Lo sponsor ufficiale per la stagione 2023-2024 è la Ubroker.
| 1ª divisa | 2ª divisa |

## Organigramma societario
Dati aggiornati alla stagione 2023-2024, tratti dal sito internet ufficiale della Federazione Italiana Sport Rotellistici .
- Presidente: Roberto Baggio
- Vicepresidente:
- Segretario:
- Direttore sportivo:
- addetto stampa: Asia Baggio

## Organico

### Giocatori
| N° | Naz.                  | Ruolo | Sportivo         |  |  |  |
| -- | --------------------- | ----- | ---------------- |  |  |  |
| 2  | Italia (bandiera)     | D     | Samuel Amato     |  |  |  |
| 4  | Italia (bandiera)     | D     | Guido Sgaria     |  |  |  |
| 5  | Italia (bandiera)     | A     | Alberto Pozzato  |  |  |  |
| 6  | Italia (bandiera)     | A     | Nicolò Baldi     |  |  |  |
| 7  | Italia (bandiera)     | A     | Mattia Baggio    |  |  |  |
| 9  | Portogallo (bandiera) | D     | Ivo Sousa        |  |  |  |
| 11 | Italia (bandiera)     | P     | Cesar Bertuzzo   |  |  |  |
| 17 | Italia (bandiera)     | D     | Nicolas Barbieri |  |  |  |
| 19 | Italia (bandiera)     | A     | Nicola De Palo   |  |  |  |
| 20 | Italia (bandiera)     | A     | Jacopo Geremia   |  |  |  |
| 58 | Italia (bandiera)     | A     | Andrea Scuccato  |  |  |  |
| 32 | Angola (bandiera)     | P     | Francisco Veludo |  |  |  |
| 74 | Portogallo (bandiera) | A     | Joao Guimaraes   |  |  |  |

### Staff tecnico
- Allenatore:  Roberto Zonta

## Mercato
| Acquisti | Acquisti         | Acquisti                    | Acquisti |
| R.       | Nome             | da                          |          |
| -------- | ---------------- | --------------------------- | -------- |
| A        | Nicolò Baldi     | Bassano (Settore giovanile) |          |
| D        | Nicolas Barbieri | Amatori Lodi                |          |
| A        | Nicola De Palo   | Bassano (Settore giovanile) |          |
| A        | Joao Guimaraes   | Famalicense                 |          |
| D        | Ivo Sousa        | Sporting Tomar              |          |

| Cessioni | Cessioni       | Cessioni        | Cessioni |
| R.       | Nome           | a               |          |
| -------- | -------------- | --------------- | -------- |
| A        | Pablo Cancela  | Deportivo Liceo |          |
| D        | Marc Coy       | Cerdanyola      |          |
| A        | Samuele Muglia | CGC Viareggio   |          |